# Benthamiella graminifolia
Benthamiella graminifolia är en potatisväxtart som beskrevs av Carl Skottsberg. Benthamiella graminifolia ingår i släktet Benthamiella och familjen potatisväxter. Inga underarter finns listade i Catalogue of Life.